# Hemiphragma heterophyllum
Hemiphragma heterophyllum – gatunek roślin z monotypowego rodzaju Hemiphragma Wallich, 1822 z rodziny babkowatych. Występuje w Himalajach oraz w znacznej części Chin sięgając na wschodzie po Tajwan, poza tym także na Filipinach i w Indonezji. Rośnie na łąkach alpejskich i terenach skalistych na rzędnych od 2600 do 4100 m n.p.m. Gatunek uprawiany jest jako roślina ozdobna.

## Morfologia
PokrójBylina o pędach płożących, owłosionych. Łodyga cienka, silnie rozgałęziona i korzeniąca się w węzłach. W efekcie roślina tworzy gęste darnie.
LiścieDimorficzne – na głównym pędzie naprzeciwległe, okrągławe i płaskie, na bocznych rozgałęzieniach liście są ścieśnione, podwinięte i w efekcie igłowate.
KwiatyRozwijają się pojedynczo w kątach liści. Kielich z 5 wąskimi działkami zrośniętymi tylko u nasady. Korona kwiatu promienista, płatki w dolnej części zrośnięte w rurkę, w górnej w postaci pięciu łatek, czerwona. Pręciki cztery, w dwóch parach o równej długości. Słupek pojedynczy, ok. 1 mm długości.
OwoceTorebki mięsiste, barwy czerwonej, zawierają liczne, drobne nasiona.